# Reggenza di Labuhan Batu Meridionale
La reggenza di Labuhan Batu Meridionale (in indonesiano: Kabupaten Labuhan Batu Selatan) è una reggenza dell'Indonesia, situata nella provincia di Sumatra Settentrionale.